# Beatrice Straight
Beatrice Straight est une actrice américaine née le 2 août 1914 à Old Westbury, New York et morte le 7 avril 2001 à Los Angeles.

## Filmographie sélective
- 1952 : Appel d'un inconnu (Phone Call from a Stranger) : Claire Fortness
- 1953 : King Lear (TV) : Goneril
- 1956 : Patterns (en) de Fielder Cook : Nancy Staples
- 1956 : Le Gentleman et la Parisienne (The Silken Affair) : Theora
- 1959 : Au risque de se perdre (The Nun's Story) : Mother Christophe (Sanatorium)
- 1964 : The Young Lovers : Mrs. Burns
- 1973 : The Garden Party
- 1973 : The Borrowers (TV) : Mrs. Crampfurl
- 1975 : Beacon Hill (série télévisée) : Mrs. Hacker
- 1976 : Network : Main basse sur la télévision (Network) : Louise Schumacher
- 1977 : The World of Darkness (TV) : Joanna Sanford
- 1977 : Navire en détresse (Killer on Board) (TV) : Beatrice Richmond
- 1978 : The Dain Curse (feuilleton TV) : Alice Dain Leggett
- 1979 : The Promise : Marion Hillyard
- 1979 : Liés par le sang (Bloodline) : Kate Erling
- 1980 : La Formule (The Formula) de John G. Avildsen : Kay Neeley
- 1981 : Un amour infini (Endless Love) de Franco Zeffirelli : Rose Axelrod
- 1982 : Poltergeist : Dr. Lesh
- 1982 : King's Crossing (en) (série télévisée) : Louisa Beauchamp
- 1983 : Second Chance (Two of a Kind) : Ruth
- 1985 : Robert Kennedy & His Times (feuilleton TV) : Rose Kennedy
- 1985 : Terreur froide (Chiller) : Marion Creighton
- 1986 : Les Coulisses du pouvoir (Power) de Sidney Lumet : Claire Hastings
- 1986 : État de crise (Under Siege) (TV) : Margaret Sloan
- 1988 : Run Till You Fall (TV) : Margaret
- 1990 : People Like Us (TV) de William Hale : Maisie Verdurin
- 1991 : Trahie (Deceived) de Damian Harris : Adrienne's Mother

## Distinctions
- Tony Award du meilleur second rôle féminin dans une pièce pour son rôle dans la pièce Les Sorcières de Salem d'Arthur Miller
- Oscar de la meilleure actrice dans un second rôle pour son rôle dans le film Network : Main basse sur la télévision de Sidney Lumet